# Atractosoma meridionale
Atractosoma meridionale är en mångfotingart som beskrevs av Fanzago 1876. Atractosoma meridionale ingår i släktet Atractosoma och familjen knöldubbelfotingar.

## Underarter
Arten delas in i följande underarter:
- A. m. abietum
- A. m. meridionale
- A. m. simile